# Iman bint Al Abdullah
Iman bint Abdullah (em arábe: إيمان بنت عبدالله‎; Amã, 27 de setembro de 1996) é uma princesa jordaniana como filha do rei Abdullah II e da rainha Rania da Jordânia.

## Biografia
Nascida em Amã em 27 de setembro de 1996 no King Hussein Medical Center, é a segunda filha do rei Abdullah II e da rainha Rania. Ela tem um irmão mais velho, o príncipe herdeiro Hussein, e dois irmãos caçulas, os príncipes Salma e Hashem. A princesa Iman é membro da família Haxemita. Seu avô paterno era o então rei Hussein e sua avó é a princesa Muna, nascida na Inglaterra, que foi sua segunda esposa.

### Interesses pessoais
É fã de música, hípica, atletismo e esportes em geral, tendo recebido aos 13 anos um prêmio fitness. 
É muitas vezes, em termos de beleza e estilo, comparada a sua mãe. "A princesa Iman da Jordânia se converteu em uma mulher feita, à imagem e semelhança da rainha", escreveu a revista Vanity Fair em maio de 2018. "Kate Middleton, Duquesa de Cambridge, que se prepare, porque alguém pode roubar em breve o seu título de realeza fashionista!", escreveu a revista brasileira Capricho.   

### Educação
Em junho de 2014, aos 17 anos, formou-se Academia Internacional de Amã (IAA - International Amman Academy). "Eu não poderia estar mais orgulhosa", escreveu sua mãe nas redes sociais. Meses depois, mudou-se para Washington, onde estudou na Universidade de Georgetown e na Edmund A. Walsh School of Foreign Service (SFS), onde fez um curso de Relações Internacionais. 

### Funções oficiais
Ela e sua irmã não cumprem agenda oficial, por não estarem na linha de sucessão ao trono, mas estão presentes em alguns eventos, como o Dia da Independência. Ela também participa de atividades filantrópicas, como as promovidas pela Fundação Social Al Hussein.  

### Noivado e casamento
Em 6 de julho de 2022, o Tribunal Real Haxemita anunciou o noivado da princesa Iman com Jameel Alexander Thermiótis. Ele foi cofundador da Outbound Ventures, uma empresa de investimentos em tecnologia na cidade de Nova York. O casal se casou em 12 de março de 2023 no Palácio Beit Al Urdun.